# 埃尔坦克
埃尔坦克，是西班牙加那利群岛圣克鲁斯-德特内里费省的一个市镇。总面积约24平方公里，总人口2650人（2017年），人口密度117人/平方公里。

## 地名
在西班牙语中，或意为池塘。

## 人口
| 埃尔坦克                               |
|                                        |
| 来源：加那利群岛统计局西班牙国家统计局 |

## 图集

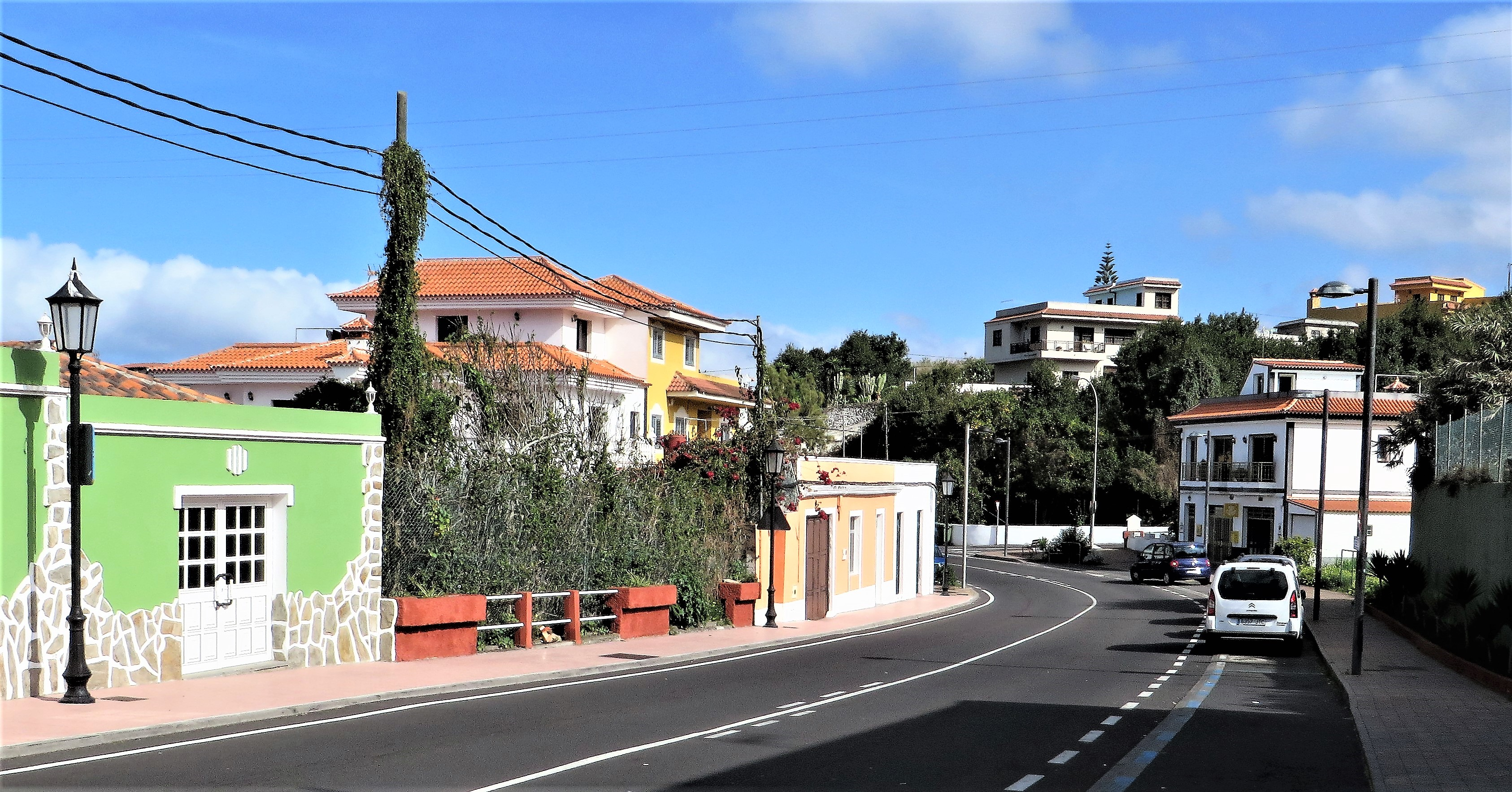
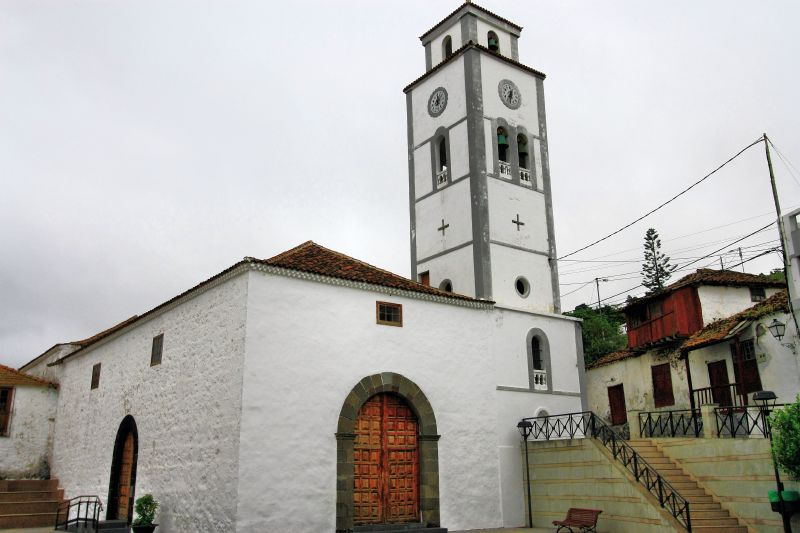
教堂
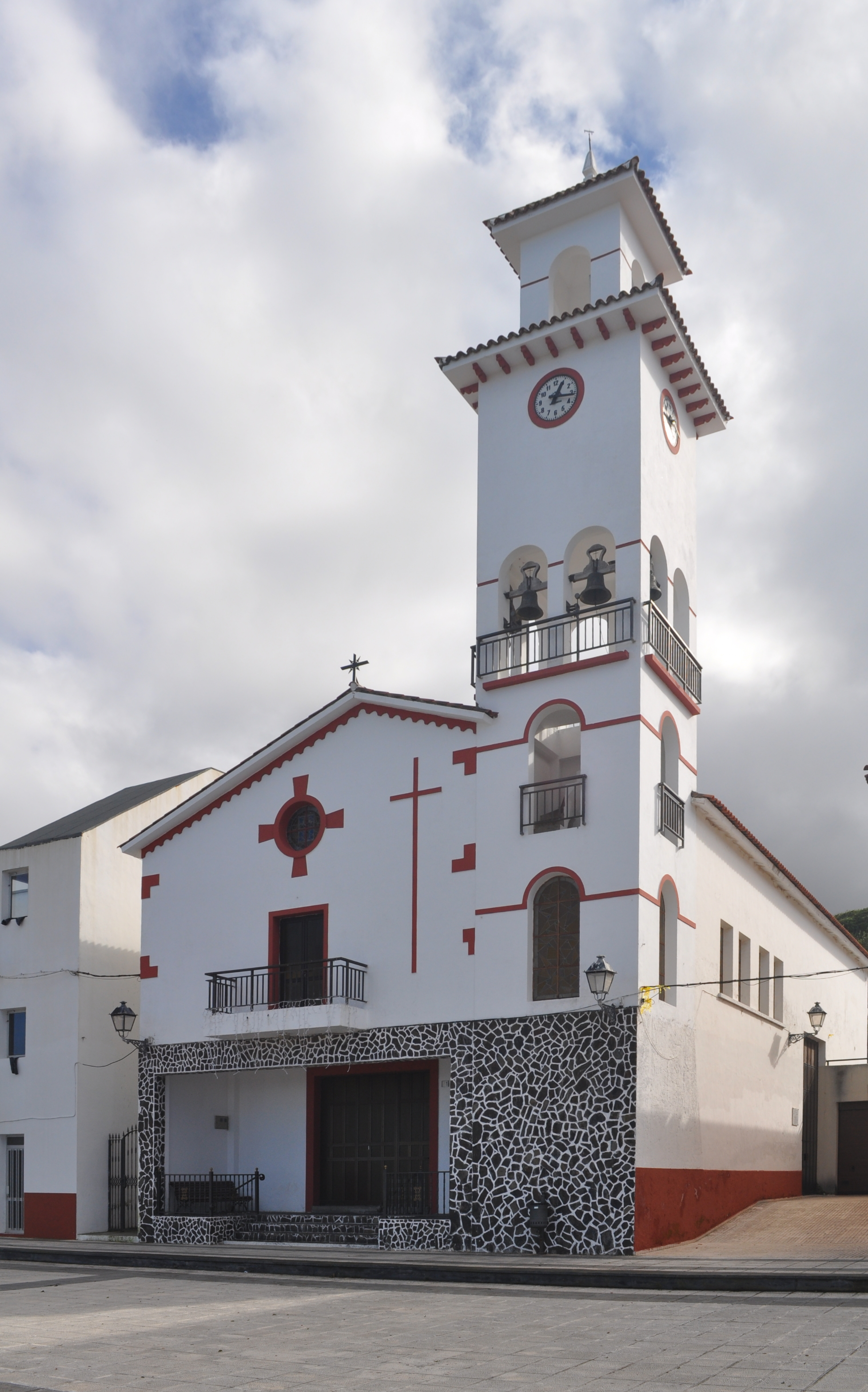
教堂
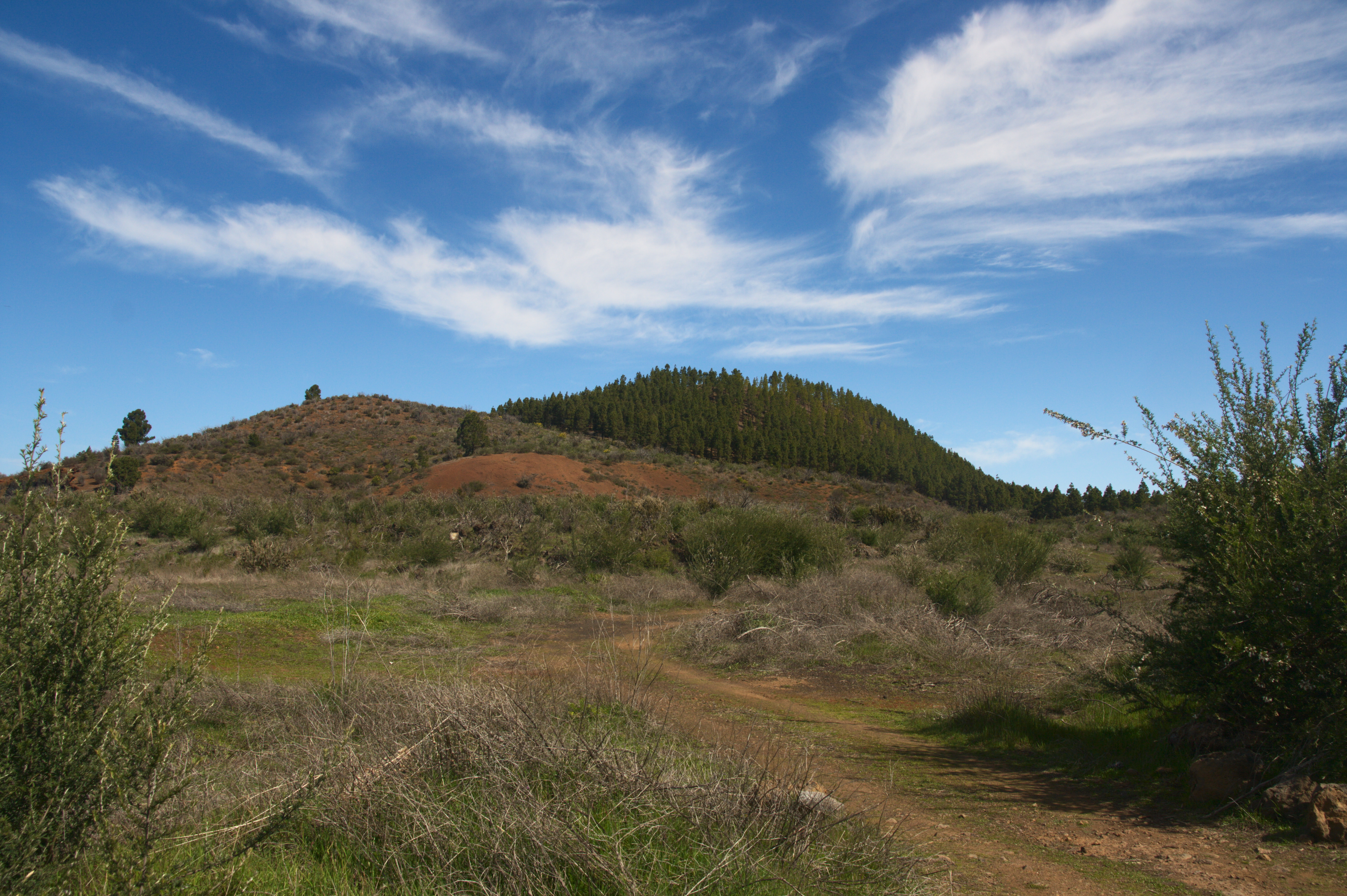
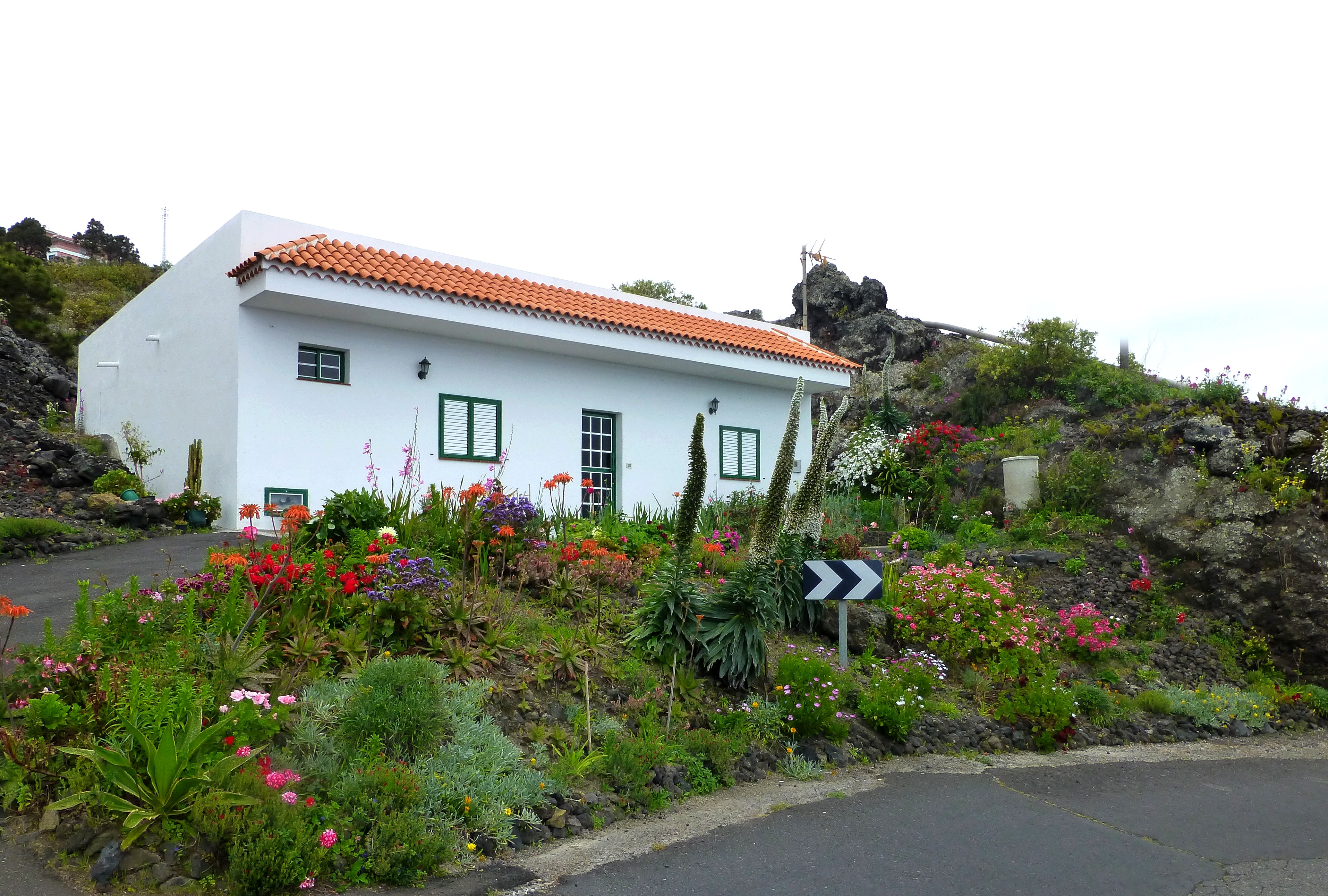